# Јарослав II Всеволодович
Јарослав II Всеволодович (8. фебруар 1191 — 30. септембар 1246, Каракорум) је био велики кнез Владимира од 1238. године па све до своје смрти. Био је и велики кнез Кијева (1236—1238 и 1243—1246), велики господин Новгородски (1215—1216, 1222—1223, 1226—1229, 1231—1236), намесник Рјазња (1208), кнез Перејаслава (1200—1206), кнез Переславља (од 1212 па све до своје смрти.

## Татарска најезда (1235—1238)
Џингис-кан, татарски велики кан, је преминуо 1227. године, и ускоро потом његов наследник Огатај је послао свог нећака Бату-кана у поход на запад. Са Бату-каном је упутио и Субудаја. Године 1235. и 1236. Бату-канове хорде су се појавиле на левој обали Волге и покориле Поволшке Бугаре. У зиму 1237. оне су прешле залеђену реку и приближили се области Рјазања од које су тражили да се покори и да им плаћа данак; а кад је она то одбила, оне је опкољавају и пустоше, врше покољ становништва или га одводе у ропство. Рјазањски кнежеви долазе журно, али се не усуђују да нападну тако бројног непријатеља, јер ниједан од руских кнежева није се одазвао позиву рјазанских кнежева, да им помогне, и склањају се у своје утврђене вароши, које Татари помоћу справа за разбијање зидова заузимају на јуриш. Из Рјазањске области Батиј продире у област Суздаља и заузима једно за другим Москву, Владимир и Суздаљ, док његове трупе, растурене по читавој земљи, заузимају и пустоше остале градове.
После пада рјазанске кнежевине дође на ред и Суздаљ. Јарослављев брат Јуриј напушта своју престоницу, скупља војску и сусреће Татаре на реци Сити 4. марта 1238. године, али је погинуо и његова војска је уништена. Татари потом продреше у суздаљску земљу; Москва, Владимир, Суздаљ падоше у њихове руке, те беху спаљени, а Јурија наслеђује Јарослав.

## Татарска најезда (1238—1240)
Потом Батиј полази ка Новгороду, али се на сто врста од града зауставља због мочвара, шума и надошлих река — то је било у пролеће —, те се враћа на југ, у степе Половаца. Ови су немоћни да му се одупру: једни су истребљени, други беже ка Дунаву и склањају се код Мађара и на Балканско полуострво, а остатак се стапа са Татарима, који се учвршћују у степама око Црнога, Касписког и Азовског Мора. Одатле Батиј предузима освајање Јужне Русије. За то време Новгород признаје татарску власт. Године 1239 шаље Батиј у области Дњепра једну јаку војску која заузима Перејаслављ и Чернигов и уништава њихове браниоце. Године 1240 он полази лично у рат са главнином своје војске и опседа Кијев, који се не одупире дуго; он толико пустоши ту варош, да се она претвара у сеоце, јер шест година касније калуђер Плано Карпини, при проласку кроз њу, може да изброји једва 200 настањених домова, од Кијева Батиј, пошто је покорио и опустошио читаву јужну Русију, продужава на запад и осваја, поред осталих градова, још и Володимир и Галич, а потом прелази у Пољску, Угарску, Хрватску, па чак и Босну и Рашку, где наилази на отпор који га приморава да се заустави и да пође натраг ка степама. Он оставља степе поред Азовског и Црног Мора једноме свом рођаку, а он се са главном татарском хордом, „Златном Хордом”, улогорује на обалама Дона и Волге. На реци Ахтуби (доњој Волзи), после Батијевог повлачења у Русију, оснива се као нека престоница Златне Хорде, град Сарај, престоница хана.

## Последице најезде
Златна је Хорда била у вези са главном Хордом у Монголији. Русија је потпадала под Златну Хорду као скуп вазалних кнежевина.

### Долазак баскака
Татари ударају намет на освојене руске земље и постављају тамо управљаче, баскаке, са мањим одредима војника који имају дужност да надгледају становништво преостало после најезде. Татарски чиновници пребројавају становништво да би му наметнули порез. Једино су свештена лица ослобођена пореза, и: уопште узев, Татари остављају православној руској цркви све њене повластице и не прогоне је. Осим скупљања данка (харача), они се не мешају у послове освојених области, које остављају руским кнежевима, иако су држали стварну власт у Русији.

### Патња народа и обавезе према Хорди
Руси су пак грозно патили под татарским јармом. Насиља ханских повереника у покрајинама, баскака и пописивача, изазивала су буне, које су свирепо угушиване. Јарослав и други кнежеви су били дужни путовати у Хорду (до године 1260. чак у Азију, а не само у Сарај), да би били потврђени у свом звању, или, као што се онда говорило, да добију јарлик на кнежевину. Неки су кнежеви том приликом настрадали због вере; кнез Михаил Черниговски, на пример, год, 1246. није хтео да изврши неке обреде које је сматрао као немогуће за хришћанина, па је стога убијен заједно са својим бољаром Тодором (обојицу црква сматра за свеце). Татарски јарам несумњиво је сасвим поцепао државно и народно јединство Руса, у колико га је било, иако није сасвим угушио народну свест. Западне и југозападне руске покрајине нису се дуго налазиле под јармом и утицајем Татара, него су дошле под утицај и власт Пољске, Литванске и донекле Немаца. Северозападна Русија, као и северна, више је номинелно била под татарском влашћу, док је средина земље остала под јармом највише и најдуже.
Опљачкано и десетковано том свирепом најездом, руско становништво повија се под татарским јармом. Преостали кнежеви покоравају се такође; понекад они чак обуздавају покушаје побуне становништва, које губи стрпљење због глобљења и насиља што га врше скупљачи пореза.

### Главна последица
Татарски јарам је имао као велику последицу то, да је одвојио Русију од Западне Европе. Затим, он је допринео знатно суровости и грубости народних обичаја и административне праксе. Много оријенталског ушло је преко Татара у руски живот. Позајмила је Русија, управо Москва, можда и понеку корисну црту у организацији власти, финансија, статистике, али се ова позитивна добит сасвим губи при упоређењу са големим злом, које су зла времена несумњиво донела.

## Господин великог Новгорода
За време Јарослављевих владавина (1215—1216, 1222—1223, 1226—1229, 1231—1236) Новгород се налази на врхунцу своје моћи и у јаком саобраћају са шведским градовима и са знаменитим немачким савезом Ханзе. Ханза је имала велику факторију са слагалиштима и католичком црквом у самом Новгороду. Писмених трагова о тим политичким и трговачким односима има пуно у облику уговора и других јавних а донекле и приватних аката.

## Односи са Крсташима

### Битка на Неви
Док је Јарослав владао, његовом сину Александру пало је да брани северозападну Русију од Немаца и Швеђана. Швеђани су онда продрли у Финску и појавили су се године 1240. на Неви. Године 1240 Александар поражује шведског вођу Биргера на Неви, и том победом — због које је добио надимак Невски — удаљио је задуго Швеђане од области Новгорода.

### Трговина
Немци, управо немачки ритери монашких редова Мачоносаца и Крстоносаца или Тевтонског Реда утврдили су се у то време у пределима финских племена Лива и Еста, дуж обале Ришког Залива, па су се постепено раширили и у басену реке Прегела и све до Мазурских Језера, одазвавши се на позив пољског кнеза Конрада Мазовског и уништивши литванско племе Пруса. Трговачке су везе Руса са тим ритерима биле веома живе, те је из прве половине XIII столећа сачувано више руско-немачких уговора. Један од њих садржи читаву трговачку правду, т. ј. трговачки законик.

### Одбрана Новгорода
Ови божји дворјани, како су се сами звали, ударили су и на Русију, користивши Александрово одсуство и године 1241. освојили Псков и Изборск. Овом освајањем они су се приближили Новгородуи пресекли пут страним трговцима, које заустављају и пљачкају при пролазу. На челу своје гарде и народне војске Новгорода, он растерује одреде који су крстарили око Новгорода, ослобађа Псков и Изборск и започиње 1242. године са главином Мачоносаца на залеђеном Пејпуском, т. Чудском Језеру битку названу покољ на леду, која је задуго зауставила покушаје немачке најезде, јер су у тој борби они потпуно потучени. Потом је отерао Литванце који су такође били продрли у његову област.

### Победа над Крсташима
На тај је начин заустављено напредовање Немаца у руске пределе. По примеру и трудом Немаца почела су да се постепено буде и да се уједињују разна литванска племена у басену Њемена. Она почесто наваљују на руске пределе, али је Александар одбио и њихове навале. Он је највећу славу добио својом изванредно вештом политиком према Татарима. Добро схвативши да Руси тога времена не могу издржати борбу с Татарима, он је напорно радио на томе да народ и земља што мање пате.
Иако је Александар успео да потуче своје непријатеље, он их није уништио. После тога мораће он да води рачуна у својој политици, а нарочито у својим односима са осталим руским областима, о томе да се у близини његових граница налазе опасни непријатељи, нарочито Литванци, који су баш тада стварали брзо своју моћну државу.

## Смрт
Јарослав је умро у посети Гујук-кану 30. септембра 1246. године у Каракоруму. Њега је после дужег низа промена и колебања (1246—1253) на престолу наследио син Александар Невски кнез новгородски (1253—1263).

## Породично стабло
| \| \| \| \| \| 2. Всеволд III \| \| \| \| \| \| \| \| \| \| \| \| \| \| \| \| \| \| \| \| \| \| \| \| \| \| \| \| \| \| \| \| \| 1. Јарослав II Всеволодович \| \| \| \| \| \| \| \| \| \| \| \| \| \| \| \| \| \| \| \| \| \| \| \| \| \| \| \| \| \| \| \| \| \| \| \| 3. Марија Шварновна \| \| \| \| \| \| \| \| \| \| \| \| \| \| \| \| \| \| \| \| \| \| \| \| \| |                             |  |  |                |  |  |  |
| |                             |  |  | 2. Всеволд III |  |  |  |
| |                             |  |  |                |  |  |  |
| |                             |  |  |                |  |  |  |
| |                             |  |  |                |  |  |  |
| | 1. Јарослав II Всеволодович |  |  |                |  |  |  |
| |                             |  |  |                |  |  |  |
| |                             |  |  |                |  |  |  |
| |                             |  |  |                |  |  |  |
| | 3. Марија Шварновна         |  |  |                |  |  |  |
| |                             |  |  |                |  |  |  |
| |                             |  |  |                |  |  |  |